# Polyarrhena imbricata
Polyarrhena imbricata là một loài thực vật có hoa trong họ Cúc. Loài này được (DC.) Grau miêu tả khoa học đầu tiên năm 1970.